# Meinersen
Meinersen – miejscowość i gmina w Niemczech, w kraju związkowym Dolna Saksonia, w powiecie Gifhorn, siedziba gminy zbiorowej Meinersen.